# 海南五针松
海南五针松是松科松属的植物，为中国的特有植物。分布在中国大陆的广西、海南等地，生长于海拔1,000米至1,600米的地区，一般生于石边、山坡、山脊、散生或石灰岩山坡马尾松林中，目前已由人工引种栽培。

## 形態
常綠喬木，高達50米，胸徑2米，幼樹樹皮為平滑灰色或灰白色，大樹樹皮暗褐色或灰褐色，有不規則的鱗狀塊片脫落裂痕。一年生枝較幼細，為無毛淡褐色，乾後變為深紅褐色。針葉5針為一束，細長柔軟，長10-20厘米，寬不到1毫米；中生或邊生樹脂管3個。球果長為卵圓形或卵狀橢圓形，成熟時黃褐色，多具樹脂，長5至9厘米，直徑3至6厘米，柄長1至2厘米。種鱗為楔狀倒卵形，種子為橢圓形，長8至15毫米，頂端具長2至4毫米的膜質種翅。海南五针松花期為4月，球果翌年10至11月成熟。

## 别名
海南松、粤松（中国树木分类学），海南五须松（植物分类学报），油松（海南），葵花松（贵州黔西等地）

## 分类
1948年发表的华南五针松（Pinus kwangtungensis）目前接受为海南五针松（Pinus fenzeliana）的异名。但也有学者认为华南五针松与毛枝五针松是同一物种；还有学者则将华南五针松拆分，将海南岛的华南五针松处理为新种直叶五针松(Pinus orthophylla)，而将大陆分布的华南五针松处理为毛枝五针松的两个亚种(P. wangii subsp. kwangtungensis和P. wangii subsp. varifolia)；Flora of China则将华南五针松分为两个变种，即华南五针松原变种(P. kwangtungensis var. kwangtungensis)和变叶华南五针松(P. kwangtungensis var. varifolia)。